# Max Beier
Max Walter Peter Beier (Spittal an der Drau, 6 de abril de 1903 - Viena, 4 de julho de 1979), mais conhecido por Max Beier, foi um aracnologista e entomologista que se notabilizou no estudo dos pseudoescorpiões.